# هنري غالبريث وارد
هنري غالبريث وارد (بالإنجليزية: Henry Galbraith Ward) (و. 1851 – 1933 م) هو محامي، وقاضي من الولايات المتحدة الأمريكية.

## التعليم
تعلم في جامعة بنسلفانيا.